# 贺倾文
贺倾文（英語：Isaac Hor，1984年9月10日—）是马来西亚艺人，其专业包括了主持、演员及导演。贺倾文制作了多部与生命议题有关的短片和微电影，其作品在多个国际比赛的平台获奖，目前活跃于执导和演出微电影，以及主持自媒体访问节目。

## 生平简介
贺倾文在1984年9月10日出生于马来西亚霹雳州怡保，大学前曾住过端洛、万里望，目前在吉隆坡生活。
贺倾文于2003年毕业于马来西亚霹雳州怡保三德中学中六理科班（生物化学系）。贺倾文在中学是红新月会的公关部中士（Sergeant），曾与团队在2000年获得霹雳州年度急救比赛总冠军。
2007年，贺倾文在马来西亚沙巴大学以荣誉学士毕业，主修多媒体科技，同时副修国际市场学以及法语。在大学期间，他曾在2006年获得由马来西亚沙巴大学与纳闽岛金融服务管理局（LOFSA）联合颁发的最佳学生奖。
2007年，贺倾文在完成星洲日报网实习后，进入马来西亚电视台担任真人秀《我要做Model》的节目助理。
2008年，贺倾文受聘为家娱频道为节目宣传部制作人一职，同期的他也是988电台开心车队的成员。
2009年，贺倾文暂别影视圈，加入搜狐集团旗下的网游公司（马来西亚分公司）为公关部主管。
贺倾文于2010年在网络电台DurianFM当值时事节目《天马行空》及娱乐节目《文霓杂货铺》的DJ。
2013年，他被国会议员潘俭伟（时任民主行动党全国宣传主任）委任成UbahTV的主持人，在选前製作近30集的时事访谈节目《倾国倾城》，曾访问过林吉祥、张念群、陆兆福、杨巧双等多名政治名人。
贺倾文製作及执导了多部微电影作品如《囚》、《命孕》、《如果·这一生》、《天茫茫》、《AGAIN》等。
反堕胎教育微电影《命孕》微电影在中国一连夺下世界华语微电影（北京）、金丹若国际电影节（西安）、中国临沂2014首届全国微电影大赛和第四届北京国际微电影节4个奖项。
贺倾文的演出为他获得演员殊荣，其中《囚》让他在BMW Shorties 2014拿下最佳男主角的奖项以及在温哥华岛微电影节荣获最佳表现奖，以及2015年深圳国际微电影艺术节评委会大奖提名奖。贺倾文也曾演出影视作品，如八度空间电视剧《幸福专卖店》、《逆光成长》、《守百年之约》等，广为人知的角色有网络电影《最烂学生？2》中饰演的魏老师。
2016年，贺倾文被【星洲媒体集团】相中，负责执导马来西亚首个主播真人秀《主播星势代》。同年，他也被星洲电子报委任为《星剧本》微电影故事创作比赛评审一职。
2018年，贺倾文在脸书专页展开了自媒体访谈节目，跃身成为马来西亚首个以导演身份主持的访谈性节目，节目收看人次屡次破200万。同年，贺倾文製作了一部拐带儿童主题的微电影《Again》，至今已超过500万综合网络点击人次和在脸书累积了近7万人点击分享。
2020年，贺倾文跨界出版业，为国际著名跌打师傅梁润江编导微电影《跌打》之馀，也兼任总编辑替梁师傅出版自传。同年，他也被马来西亚理科大学邀请成为第八届《理大文学奖》微电影剧本的评审。

## 影视作品
|2012年|
- 公益微电影 - 《捐不了的爱》（制作人、编剧）

|2013年|
- 微电影 - 《花爱团圆》（制作人）
- 微电影 - 《恋爱SOS》（导演）

|2014年|
- 微电影 - 《命孕》（导演）
- 微电影 - 《囚》（导演、编剧）
- 公益微电影 - 《一个行动，双重祝福》（导演、编剧）

|2015年|
- 微电影 - 《Bleeding Love》（导演）- 八度空间真人秀《非常演员》决赛之演技考核影片

|2016年|
- 真人秀 - 星洲媒体集团《主播星势代》（导演）
- 真人秀 - 星洲媒体集团《主播星势代》（分享嘉宾）
- 微电影 - 《如果 • 这一生》（导演）
- 微电影故事创作比赛 - 星洲媒体集团《星剧本》（宣传策划）

|2017年|
- 音乐影片 - 《我要钱 Money Money》 （制作人、作词人）

|2018年|
- 微电影 - 《天茫茫》（导演、作词人）

|2019年|
- 微电影 - 《Again》（制作人、作词人）
- 微电影 - 《像我们一样》（导演）

|2020年|
- 微电影 - 《跌打》（导演、作词人）
- 自传书 - 《跌打》（总编辑）

## 奖项
《捐不了的爱》	
- 2012年 - 马来西亚槟城国际青年商会器官捐赠短片比赛（季军）

《诱画》	
- 2013年 - 马来西亚BMW Shorties 宝马短片大赛（十强）

《天台上的洋娃娃》	
- 2013年 - 马来西亚韩新学院毕业影展（冠军）

《命孕》	
- 2014年 - 中国北京世界华语微电影（优秀奖）
- 2014年 - 中国西安金丹若国际微电影节（最佳创意微电影奖）[6]

- 2014年 - 中国临沂2014首届全国微电影大赛（最佳编剧奖）
- 2014年 - 中国第四届北京国际微电影节（最佳剧情奖）提名
- 2015年 - 罗马尼亚ClujShorts国际微电影艺术节 （官方筛选）
- 2015年 - 中国第13届四川电视节“金熊猫”奖国际新媒体评选活动虚构类（最具创新网络短剧奖）入围

《囚》	
- 2014年 - 马来西亚BMW Shorties 宝马短片大赛（最佳男主角）
- 2015年 - 中国深圳国际微电影艺术节（评委会大奖）提名[7]
- 2016年 - 加拿大温哥华岛微电影艺术节（最佳表现奖）[8]

《The Cycle of Violence》	
- 2015年 - 马来西亚BMW Shorties 宝马短片大赛（十强、最佳人气奖）

## 演员
|2010年|
- 网络剧 - 《P字头》（客串演出）

|2011年|
- 新年专辑 - 《福星号》（客串演出）
- 短剧 - 家娱频道新年特备《欢乐年年》（客串演出）
- 广告 - 金宝西都大学城（反串演出）

|2012年|
- 宣传片 - Guinness St. Patrick's 2012 （演员）
- 公益微电影 - 《捐不了的爱》（男主角）饰演儿子

|2013年|
- 贺岁电视电影 - TV2《庆团员。蛇下蛇下庆凤年》（第二男主角）
- 微电影 - 《花爱团圆》（男配角）饰演掠夺匪
- 微电影 - 《不够大力》（男主角）
- 微电影 - 《恋爱SOS》（第二男主角）饰演男主角好友
- 公益微电影 - 《妈妈保重》（男主角）饰演儿子
- 微电影 - 《诱画》（男主角）

|2014年|
- 微电影 - 《最烂学生？2》（客串演出）饰演魏老师
- 微电影 - 《天台上的洋娃娃》（客串演出）饰演庄老师
- 微电影 - 《囚》（男主角）饰演何敬文
- 公益微电影 - 《一个行动，双重祝福》（男主角）
- 微电影 - 《回味》（男主角）
- 微电影 - 《419》（特别演出）饰演前台人员/杀手

|2015年|
- 电视剧 - 八度空间《幸福专卖店》（客串演出）饰演李老板
- 微电影 - 《我们留在无路可逃的曾经》（男主角）饰演中年男子
- 微电影 - 《The Cycle of Violence》（男主角）饰演老公
- 微电影 - 《墙 The Wall》（男主角）饰演画家
- 微电影 - 《继续行》（第二男主角）

|2016年|
- 新年广告 - Aset Kayamas 地产《梦想家园》 （男主角）饰演大哥
- 宣传短片 - 星洲媒体集团《主播星势代》 （特别演出）饰演林小明

|2017年|
- 音乐影片 - 《我要钱 Money Money》 （演唱）
- 电视剧 - 八度空间《逆光成长》（客串演出）饰演训导主任

|2019年|
- 电视剧 - 八度空间《守百年之约》（客串演出）饰演锦庚学长

## 主持
|2010年 - 2011年|
- 访谈节目 - 网络自媒体FM31

|2010年 - 2012年|
- 美食节目 - 《吃喝玩乐》

|2011年 - 2012年|
- 时事节目 - 网络电台榴莲台《天马行空》
- 访谈节目 - 网络电台榴莲台《文霓杂货铺》

|2013年|
- 访谈节目 - 网络电视Ubah.TV《倾国倾城》

|2018年 至今|
- 访谈节目 - isaachor自媒体

## 媒体报道
- NewsKaki （2015年7月22日） 贺倾文将开拍同志短片并首次挑战90分钟电影[]
- 星洲日报 （2016年3月24日）余畑龙贺倾文云镁鑫后日对谈‧网络献声事半功倍
- 百格时视 （2016年3月27日） 《主播星势代》柔佛造势活动 （页面存档备份，存于）
- 诗华日报 （2016年10月26日）《如果·这一生》首播会　贺倾文感触哽咽 （页面存档备份，存于）
- 百格时视 （2016年10月27日）藉微电影诉说出柜心酸 贺倾文：爸爸没再和我说话 （页面存档备份，存于）
- 百格时视 （2016年1月11日）为钱为朋友 苗苗公然“劈腿” （页面存档备份，存于）
- 中国报   （2017年1月13日）贺倾文 苗苗 唱出小民心声 （页面存档备份，存于）
- 三立新闻网 （2018年10月19日）意外就在一瞬间！微电影《Again》吁失踪儿议题
- 风传媒 （2018年11月7日）转身接个电话，一瞬间小孩就不见了！ （页面存档备份，存于）
- 三立新闻网 （2018年12月6日）走过一生才明白！微电影诉出同志无奈　写实剧情逼哭网友 （页面存档备份，存于）
- OhMyNews（2019年5月3日）贺倾文再有新作! 借作品找回信心! （页面存档备份，存于）
- 星洲日报 （2019年5月29日）《像我们一样》反自杀‧导演盼阻止更多悲剧上演
- 南洋商报 （2019年5月31日）贺倾文借作品找回信心 （页面存档备份，存于）